# 戴維斯克里克鎮區 (內布拉斯加州瓦利縣)
戴維斯克里克鎮區（英語：Davis Creek Township）是位於美國內布拉斯加州瓦利縣的一個行政鎮區。

## 地方資料
戴維斯克里克鎮區的面積為93.15平方千米，皆為陸地。根據2020年美國人口普查的數據，當地共有人口45人，而人口密度為每平方千米0.48人。